# لويس هنري (مؤرخ)
لويس هنري (بالفرنسية: Louis Henry)‏ هو مؤرخ فرنسي، ولد في 19 فبراير 1911 في ساينت-جورنيز أرييج في فرنسا، وتوفي في 30 ديسمبر 1991 في برونوي في فرنسا.